# Клюитанс, Андре
Андре́ Клюита́нс, также Клюитенс (фр. André Cluytens; 26 марта 1905, Антверпен ― 3 июня 1967, Нёйи-сюр-Сен) ― французский дирижёр бельгийского происхождения.

## Биография
Учился в Антверпенской королевской консерватории, которую окончил в 1921 году по классам фортепиано и теории музыки, и был принят на должность репетитора и хормейстера в Королевский театр Антверпена, где его отец работал дирижёром. Сам Клюитанс впервые встал за пульт 14 декабря 1926 года в опере Жоржа Бизе «Искатели жемчуга». В 1932 году он получил приглашение в оперный театр Тулузы, а с 1935-го руководил оперными постановками в Лионе и Бордо. В качестве симфонического дирижёра дебютировал в 1938 году в Виши. 14 мая 1940 года Клюитанс стал французским гражданином и в 1947 году был назначен музыкальным руководителем театра «Опера-комик» (последний его там спектакль состоялся 30 сентября 1954 года). 20 декабря 1942 года он дебютировал с Оркестром концертного общества Парижской консерватории, а в 1949 стал его главным дирижёром, сменив возглавившего Бостонский СО Шарля Мюнша, и занимал этот пост до 1960 года.
В 1953 году Клюитанс стал кавалером ордена Почетного легиона. 23 июля 1955 года стал первым французским дирижёром, выступившим на Байрейтском фестивале (опера «Тангейзер») и третьим не-немцем после Тосканини и де Сабаты. Через год вместе с Венским филармоническим оркестром впервые выступил в США, а ещё через два года ― в Лондоне, заменив Отто Клемперера за пультом оркестра «Филармония». С начала 1950-х годов гастролировал с Национальным оркестром Франции в разных странах, в том числе в СССР (1959).
В 1960 году Клюитанс вернулся в Бельгию, где возглавил Национальный оркестр Бельгии, не прекращая выступлений в качестве приглашённого дирижёра с другими коллективами. Так, именно Клюитанс руководил последними зарубежными гастролями Оркестра общества концертов в мае 1964 года, а в 1965 году вновь выступил на Байрейтском фестивале, где дирижировал постановками «Парсифаля» и «Тангейзера». Умер от рака в 1967.

## Творчество
Клюитанс прославился как исполнитель музыки венских классиков ― Моцарта и Бетховена, а также опер Вагнера. Важное место в его репертуаре занимала музыка французских композиторов эпохи романтизма и XX века: под его управлением состоялись премьеры сочинений Мийо, Жоливе, Мессиана, Франсе. Среди его записей ― полное собрание симфоний Бетховена (с Берлинским филармоническим оркестром), оперы французских романтиков, хоровые сочинения Берлиоза и Форе, произведения Шуберта, Листа, Шостаковича, Равеля.